# کلاه‌پارچه‌ای لبه‌طلایی
کلاه‌پارچه‌ای لبه‌طلایی (نام علمی: Mycena aurantiomarginata) نام یک گونه از سرده کلاه‌پارچه‌ای‌ها است.